# Johannes Bidembach
Johannes Bidembach (* um 1561; † erstes Viertel des 17. Jahrhunderts; auch Johannes Bidenbach) war ein deutscher Jurist.

## Leben
Johannes Bidembach wurde um 1561 als Sohn des Eberhard Bidembach geboren und entstammte der Familie Bidembach. Er studierte ab 1576 an der Universität Tübingen, erhielt am 1. Februar 1581 den Magister-Grad, und studierte anschließend Jura, mit dem Ergebnis, am 23. Februar des Jahres 1591 zum Doktor beider Rechte promoviert zu werden. Ab dem 2. Oktober 1591 war er als Landschaftsadvokat tätig, von 1595 bis zum Dezember 1596 war er Hofgerichtsassessor zu Tübingen. Kurz darauf entließ man ihm vom Landschaftsadvokaten-Amt, und er wurde inhaftiert. Über seine Zeit nach der Entlassung ist kaum etwas bekannt; so war er möglicherweise in den Dienst der protestantischen Stände in Kärnten oder in Krain getreten. Im ersten Viertel des 17. Jahrhunderts verstarb er.

## Werke
- De processu in causis criminalibus, variis delictis eorumque poenis Diss. praes. Matthaeus Entzlin (Tübingen 1588)
- Johannis Bidenbachii Quaestionum nobilium hendecades duo: quibus tam suprema territorii quam meri quoque imperii, qua ad Nobiles soli Imperatori subditos, alaque jura & immunitates; explicantur & compendio quasi proponuntur (Straßburg 1609)
- Joh. Bidenbachii zwey und zwantzig edele Fragen, in welchen die hohe Lands- alß auch Fraiß- und Peinliche Obrigkeit, was die ohnmittelbare Rechten betreffen thut erkläret sind/in die teutsche Sprach versetzt durch Carolum Caesarem Avimont (Frankfurt a.M 1614)
- Quaestionum praecipuarum in processu Iudiciario occurrentium Centuria. Cuius quinquaginta conclusiones priores, favente deo opt. max. Praeside clarissimo, concultissimoque viro, domino Matthaeo Entzlino, I. V. D. & in inclyta Tubingensi Academia Professore cleberimo, domino & Praeceptore suo, summa observantia & pietate colendo, 22. Septemb. Posteviores vero 23. eiusdem mensis, hora & loco consuetis, publice tueri conabitur M. Ioannes Bidembach Bebenhusanus (Tübingen 1587)